# Gozewina
Gozewina is de hoofdpersoon uit de gelijknamige Nederlandse kinderboekenserie Gozewina uit de jaren zeventig.

## Auteur
Schrijver van de serie Gozewina is de Nederlandse schrijver Henri Jovake, een pseudoniem van H.P.C.J. van Kessel (Ravenstein, 11 mei 1929 - Boxmeer, 23 april 2009). Jovake is ook bekend als auteur van de boekenreeksen Plumono en De Ukkels.

## Hoofdpersoon en andere personages
Hoofdpersoon is de heks Gozewina die "normale" mensen en hun gewoonten maar raar vindt en die verschillende avonturen beleeft met haar zwarte kater Banjer en haar oude kraai Fluitelier.
Daarnaast zijn er ook terugkerende personages, zoals:
- Gozehanna: zus van Gozewina die in het Spinnebos woont.
- Meneer Knorreman: veldwachter van het stadje Knuddedam.
- Burgemeester: de burgemeester van het stadje Knuddedam.
- Meneer Bottevet: slager van het stadje Knuddedam.
- Meneer Loket: spoorwegmedewerker van het stadje Knuddedam.
- Meneer Klos: kleermaker van het stadje Knuddedam.

## Boeken
De serie bestaat in totaliteit uit zeven delen en is uitgegeven door Uitgeverij J. Schenk B.V. te Maastricht. De boeken zijn geïllustreerd door Iene van Laanen en Albert Eckhardt en zijn bedoeld voor kinderen van acht jaar en ouder.
| Deel | Titel                            | Uitgiftejaar | Illustrator     | Pagina's | ISBN           |
| ---- | -------------------------------- | ------------ | --------------- | -------- | -------------- |
| 1    | De eigenwijze heks Gozewina      | 1974         | Iene van Laanen | 80       | -              |
| 2    | Gozewina moet naar het Spinnebos | 1974         | Iene van Laanen | 89       | 9060946111     |
| 3    | Gozewina neemt wraak             | 1975         | Iene van Laanen | 75       | 9060946138     |
| 4    | Gozewina ontvlucht               | 1976         | Iene van Laanen | 81       | 9060946146     |
| 5    | Gozewina en de oude molen        | 1977         | Iene van Laanen | 73       | 9060946154     |
| 6    | Gozewina wil de mooiste zijn     | 1978         | Albert Eckhardt | 74       | 9060946162     |
| 7    | Gozewina en de toversteen        | 1979         | Albert Eckhardt | 73       | 978-9060946176 |